# Hochschulfreiheitsgesetz (Nordrhein-Westfalen)
Das Hochschulfreiheitsgesetz (HFG) ist ein Artikelgesetz zur Neuordnung des Hochschulwesens in Nordrhein-Westfalen. Der überwiegende Teil des Gesetzes besteht aus einer Neufassung des Landeshochschulgesetzes des Bundeslandes Nordrhein-Westfalen.
Das HFG ist am 30. Mai 2006 im Landeskabinett NRW beschlossen und am 21. Juni 2006 in erster Lesung im Landtag beraten worden. Am 24. August 2006 fand eine Expertenanhörung im Landtag statt. Das Gesetz ist schließlich am 25. Oktober 2006 verabschiedet worden und trat am 1. Januar 2007 in Kraft.

## Inhalte
Das Hochschulfreiheitsgesetz fasst das „Gesetz über die Hochschulen des Landes Nordrhein-Westfalen“ vom 14. März 2000, zuletzt geändert durch Gesetz vom 30. November 2004, neu.
Es besteht aus vier Kernbereichen:
1. Die Hochschulen werden verselbständigt. Bisher hatten sie eine Doppelnatur als Körperschaften des öffentlichen Rechts und zugleich staatliche Einrichtungen; einen Teil ihrer Aufgaben nahmen sie dementsprechend nicht in körperschaftlicher Selbstverwaltung, sondern namens und im Auftrag des Landes wahr. Nach § 2 Abs. 1 HG in der Fassung des HFG gelten sie nur noch als Selbstverwaltungskörperschaften.
2. Damit einher gehen neue und geänderte Führungsorgane, die die neugewonnene Autonomie ausführen. Neu ist u. a. der Hochschulrat, der zum Großteil von Externen (nicht der Hochschule angehörig) besetzt wird.
3. Eine wesentliche Veränderung liegt auch darin, dass den Hochschulen in § 2 Abs. 3 S. 2 HG in der Fassung des HFG die Dienstherrnfähigkeit eingeräumt wurde. Während vorher, wie auch in anderen Bundesländern üblich, Dienstherr der an einer Hochschule tätigen Beamten das Land war, kann nun die Hochschule selbst Beamte haben. In diesem Zuge hat Artikel 7 HFG das bisherige – beamtete wie angestellte – Personal auf die Hochschulen übergeleitet.
4. Die Hochschule erhält nicht nur rechtlich, sondern auch fachlich mehr Autonomie; die Fachaufsicht wird, soweit es geht, reduziert, die Hochschule bestimmt auch ihre fachliche Ausrichtung.

Viele Paragraphen des Vorgängergesetzes fallen im Sinne der Entbürokratisierung, aber auch wegen der neuen Eigenverantwortung, weg.

## Politische Diskussion

### Gründe der Befürworter

#### Autonomie der Hochschulen
Eines der wesentlichen Motive für dieses Gesetz (was sich auch im Namen spiegelt) ist, die Autonomie und Selbstverantwortung der Hochschulen zu stärken. Befürworter erwarten sich hiervon u. a.:
- Hochschulen können ihr Profil und ihre Ausrichtung weitgehend bestimmen und ausgestalten. Sie können die für sich beste Organisationsform wählen und umsetzen. Sie können „unternehmerisch“ agieren.
- Hochschulen können durch die Wirtschaft mehr und effizienter gefördert werden. Spenden und Stiftungen können nun direkt und schnell mit den Hochschulen geregelt werden.
- Berufung der Professoren muss vom Ministerium nicht mehr genehmigt werden, es wird den Universitäten  somit erleichtert, an gute Professoren zu kommen.

Schon früher wurden Universitätskliniken in mehreren Bundesländern in Deutschland in Anstalten öffentlichen Rechts umgewandelt.

#### Organisation der Hochschule
Die Veränderung der Führungsorgane greift Anregungen aus der Wissenschaft und Wirtschaft auf (z. B. die „10 Forderungen“ des Centrums für Hochschulentwicklung).
Erwartet wird eine schlankere, effizientere Organisation, die Forschung stärkt und die Lehre stärker an den Interessen der „Kunden“, der Studenten ausrichtet.
Die Einführung neuer Modelle der Hochschulleitung und -steuerung, wie etwa Präsidien oder Hochschulräte, erfolgte zuvor bereits in anderen Ländern, etwa in Baden-Württemberg und Niedersachsen.

### Argumente der Gegner

#### Autonomie der Hochschulen
Gegner des Gesetzes sehen die Autonomie der Hochschulen kritisch. Aus der Eigenverantwortung der Hochschulen resultiere ein Zwang, sich entsprechend den Anforderungen der Wirtschaft zu organisieren. So argumentiert etwa der Hochschullehrer Christoph Butterwegge: „Die Freiheit, von der da die Rede ist, bedeutet in Wirklichkeit Marktabhängigkeit. Statt ihrer gesellschaftlichen Verantwortung gerecht zu werden, müssen sich die Hochschulen demnächst um die wirtschaftliche Verwertbarkeit ihres Wissens kümmern.“
Sehr deutliche Kritik kommt auch von den Landtagsfraktionen der SPD und der Grünen sowie von der Gewerkschaft Erziehung und Wissenschaft.
Bereits der Übergang von der kameralistischen Haushaltsführung zu Globalhaushalten hat die nordrhein-westfälischen Hochschulen in Bedrängnis gebracht, da notwendige Großinvestitionen nicht mehr im Etatansatz des Landes berücksichtigt werden.
Da ein Teil der öffentlichen Mittel zudem von den eingeworbenen Drittmitteln abhängt, kann dies Anreize schaffen, nur noch „Main-Stream-Forschung“ zu betreiben, was die Überlebenschancen sog. „Orchideenfächer“ trübt.

#### Organisation der Hochschule
Die Einführung des Hochschulrates wird teils scharf kritisiert. So erklärt die Landes-ASten-Konferenz NRW: „Ein mehrheitlich extern besetzter Aufsichtsrat soll nun über die Geschicke der Hochschule entscheiden. Hier ist keine Beteiligung von den Betroffenen, seien es Studierende oder Lehrende, mehr vorgesehen.“

## Neuere Überarbeitungen
Das Hochschulgesetz NRW wurde inzwischen mehrfach geändert. 2014 wurde das Hochschulzukunftsgesetz, 2019 ein neues Hochschulgesetz erlassen.